# Savigneux (Loire)
Pour les articles homonymes, voir Savigneux.
Savigneux est une commune française située dans le département de la Loire en région Auvergne-Rhône-Alpes, et faisant partie de Loire Forez Agglomération.

## Géographie
Savigneux est limitrophe de la sous-préfecture de Montbrison au sud-ouest et fait partie de son aire urbaine ; sa préfecture Saint-Étienne est à environ 40 km au sud-est.

### Communes limitrophes

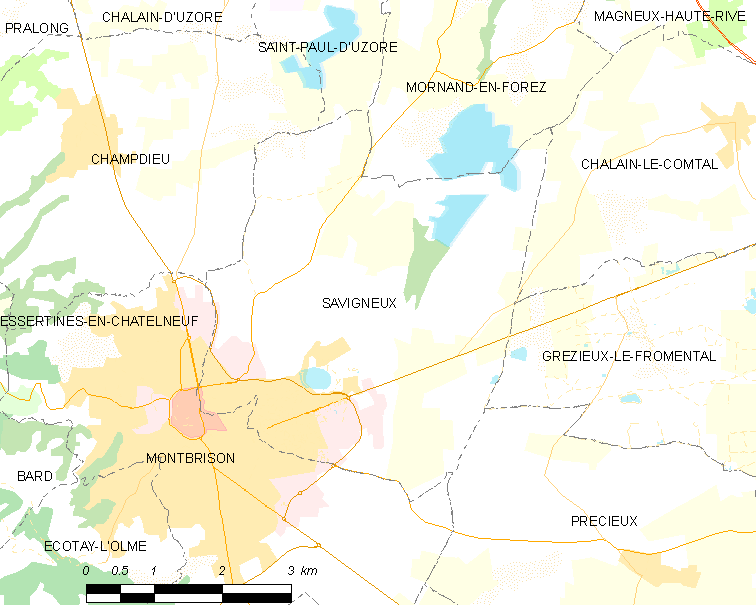
Localisation de la ville et des communes aux alentours

| Champdieu  | Saint-Paul-d'Uzore, Mornand-en-Forez | Chalain-le-Comtal     |
| Montbrison | Savigneux                            | Grézieux-le-Fromental |
| Montbrison | Montbrison                           | Précieux              |

### Hydrographie
La commune est traversée par les deux rivières Vizézy et Moingt.

### Voies de communication et transports

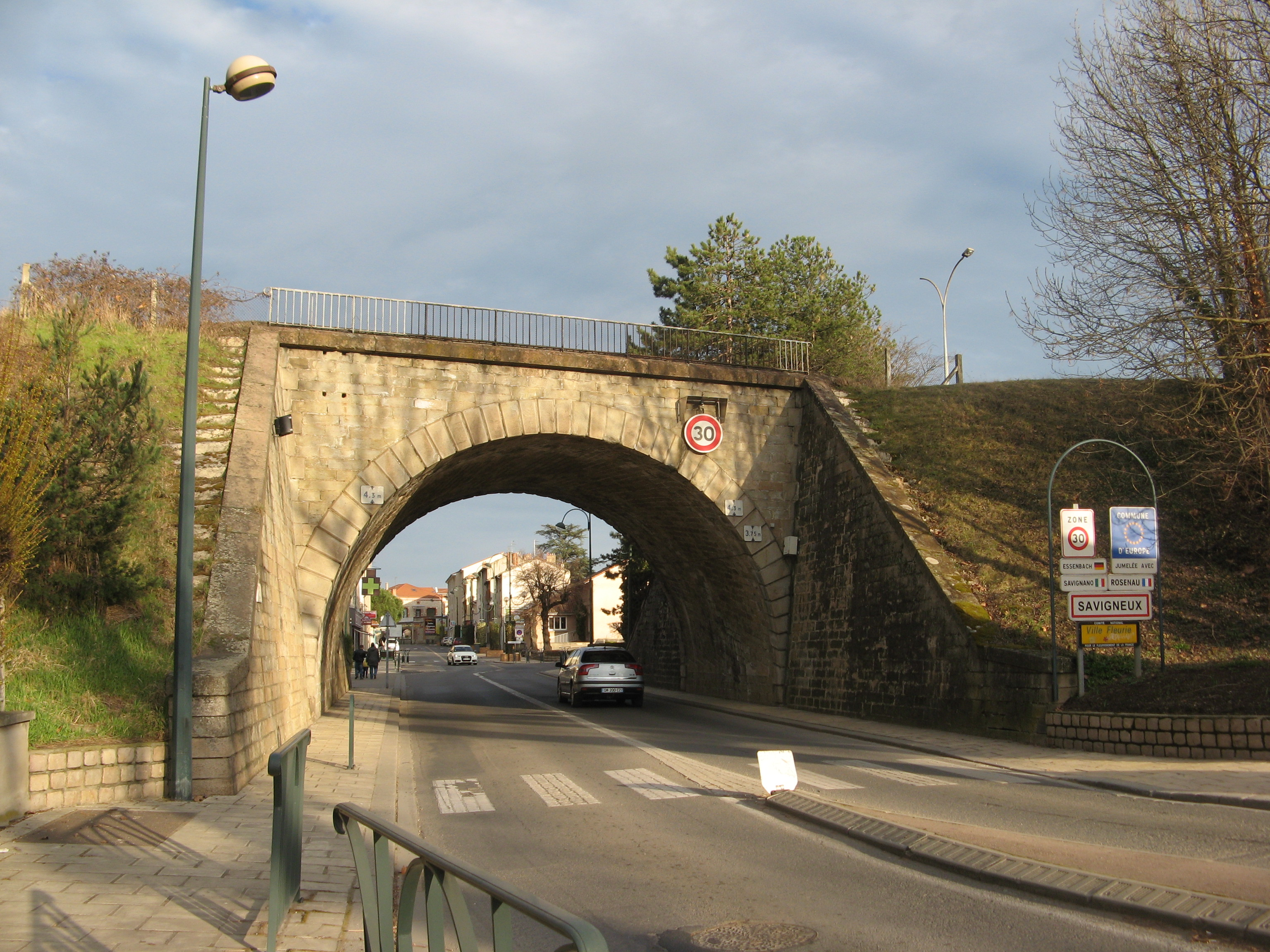
Pont de chemin de fer à l'entrée ouest.

### Climat
Pour des articles plus généraux, voir Climat d'Auvergne-Rhône-Alpes et Climat de la Loire.
En 2010, le climat de la commune est de type climat océanique dégradé des plaines du Centre et du Nord, selon une étude du Centre national de la recherche scientifique s'appuyant sur une série de données couvrant la période 1971-2000. En 2020, Météo-France publie une typologie des climats de la France métropolitaine dans laquelle la commune est exposée à un climat de montagne ou de marges de montagne et est dans la région climatique  Nord-est du Massif Central, caractérisée par une pluviométrie annuelle de 800 à 1 200 mm, bien répartie dans l’année.
Pour la période 1971-2000, la température annuelle moyenne est de 10,7 °C, avec une amplitude thermique annuelle de 16,7 °C. Le cumul annuel moyen de précipitations est de 699 mm, avec 8,6 jours de précipitations en janvier et 6,7 jours en juillet. Pour la période 1991-2020, la température moyenne annuelle observée sur la station météorologique installée sur la commune est de 11,0 °C et le cumul annuel moyen de précipitations est de 665,4 mm,. Pour l'avenir, les paramètres climatiques de la commune estimés pour 2050 selon différents scénarios d'émission de gaz à effet de serre sont consultables sur un site dédié publié par Météo-France en novembre 2022.
| Mois                                  | jan.             | fév.             | mars          | avril           | mai           | juin           | jui.           | août           | sep.          | oct.            | nov.           | déc.             | année      |
| ------------------------------------- | ---------------- | ---------------- | ------------- | --------------- | ------------- | -------------- | -------------- | -------------- | ------------- | --------------- | -------------- | ---------------- | ---------- |
| Température minimale moyenne (°C)     | −1               | −1,1             | 1,1           | 3,4             | 7,5           | 11,3           | 12,8           | 12,1           | 8,6           | 6,2             | 2,3            | −0,2             | 5,2        |
| Température moyenne (°C)              | 3,1              | 3,8              | 7,1           | 9,8             | 13,8          | 17,7           | 19,7           | 19,3           | 15,3          | 11,7            | 6,9            | 3,9              | 11         |
| Température maximale moyenne (°C)     | 7,3              | 8,8              | 13            | 16,2            | 20,2          | 24,2           | 26,5           | 26,5           | 21,9          | 17,2            | 11,4           | 7,9              | 16,8       |
| Record de froid (°C) date du record   | −23,6 16.01.1985 | −17,1 05.02.1963 | −14 01.03.05  | −8,5 08.04.21   | −4 01.05.1976 | 1,2 05.06.1975 | 2,8 22.07.1980 | 1,2 30.08.1986 | −2 27.09.1972 | −9,6 31.10.1997 | −12 23.11.1998 | −16,4 30.12.1980 | −23,6 1985 |
| Record de chaleur (°C) date du record | 19,9 04.01.22    | 23,2 25.02.1990  | 27 25.03.1981 | 29,2 22.04.1968 | 33,1 20.05.22 | 38,2 18.06.22  | 41 07.07.15    | 41,2 24.08.23  | 35,6 10.09.23 | 32,9 02.10.23   | 25 09.11.1985  | 20,5 04.12.06    | 41,2 2023  |
| Précipitations (mm)                   | 35,9             | 27,5             | 31            | 46,2            | 74            | 76             | 73,8           | 68             | 65            | 69,8            | 61             | 37,2             | 665,4      |

## Urbanisme

### Typologie
Au 1er janvier 2024, Savigneux est catégorisée centre urbain intermédiaire, selon la nouvelle grille communale de densité à sept niveaux définie par l'Insee en 2022.
Elle appartient à l'unité urbaine de Montbrison, une agglomération intra-départementale regroupant six  communes, dont elle est une commune de la banlieue,,. Par ailleurs la commune fait partie de l'aire d'attraction de Montbrison, dont elle est une commune du pôle principal,. Cette aire, qui regroupe 27 communes, est catégorisée dans les aires de moins de 50 000 habitants,.

## Histoire
La voie Bolène, voie antique importante reliant Lyon à l'Aquitaine, passait à Font-Genty entre Savigneux et Grézieux-le-Fromental (à environ 3 km au nord-est de Savigneux), et à la Loge entre Savigneux et Moingt (à environ 2 km à l'est de Savigneux) ; elle sortait de la commune pour rejoindre Sainte-Agathe entre Moingt et Précieux,.
Vers le Xe siècle, un prieuré sous le vocable de Saint-Nizier puis de Sainte-Croix est fondé dans le quartier actuel de Bicêtre. Au début du XIIe siècle, il est rattaché à l'abbaye de la Chaise-Dieu : son développement et ses revenus sont tels qu'il fait partie des prieurés casadéens les plus riches à la fin du XIVe siècle. Le prieuré avait juridiction sur plusieurs paroisses, dont celle de Moingt : cette juridiction posa problème pour la construction souhaitée par le comte Guy IV de la collégiale Notre-Dame-d'Espérance au début du XIIIe siècle, le prieur ne souhaitant pas la construction d'une autre église sur la paroisse sans l'accord de l'archevêque de Lyon et de l'abbé de la Chaise-Dieu. L'archevêque de Lyon Renaud de Forez, oncle de Guy IV, obtint du pape Honorius III un bref afin de fixer l'indemnisation du prieur de Savigneux en vue de la construction de la collégiale.
Vers le milieu du XVe siècle, le prieuré de Savigneux semble passer sous l'influence du chapitre collégial de Montbrison : les prieurs sont désormais choisis parmi les chanoines. Placé sous le régime de la commende, dévasté par les Guerres de Religion, le prieuré périclite dès le XVIe siècle jusqu'à son rattachement au collège des Oratoriens de Montbrison (aujourd'hui sous-préfecture de la Loire) en 1781. Vendu à plusieurs reprises à la suite de la Révolution, il est détruit au milieu du XIXe siècle. Aujourd'hui, il ne reste aucun vestige visible de l'église prieurale et des bâtiments conventuels : seul un portail daté de 1723 subsiste dans la rue Bicêtre.

## Blasonnement
|  | Les armoiries de Savigneux se blasonnent ainsi : Parti ondé : au 1er de gueules au moine bénédictin, contourné, lisant un livre, d'argent, au 2e d'argent au bouquet de deux joncs tigés et feuillés de sinople fruités de sable surmonté de deux fasces crénelées de gueules et maçonnées de sable. |

## Politique et administration
Savigneux faisait partie de la communauté d'agglomération de Loire Forez de 2003 à 2016 puis a intégré Loire Forez Agglomération.

### Liste des maires

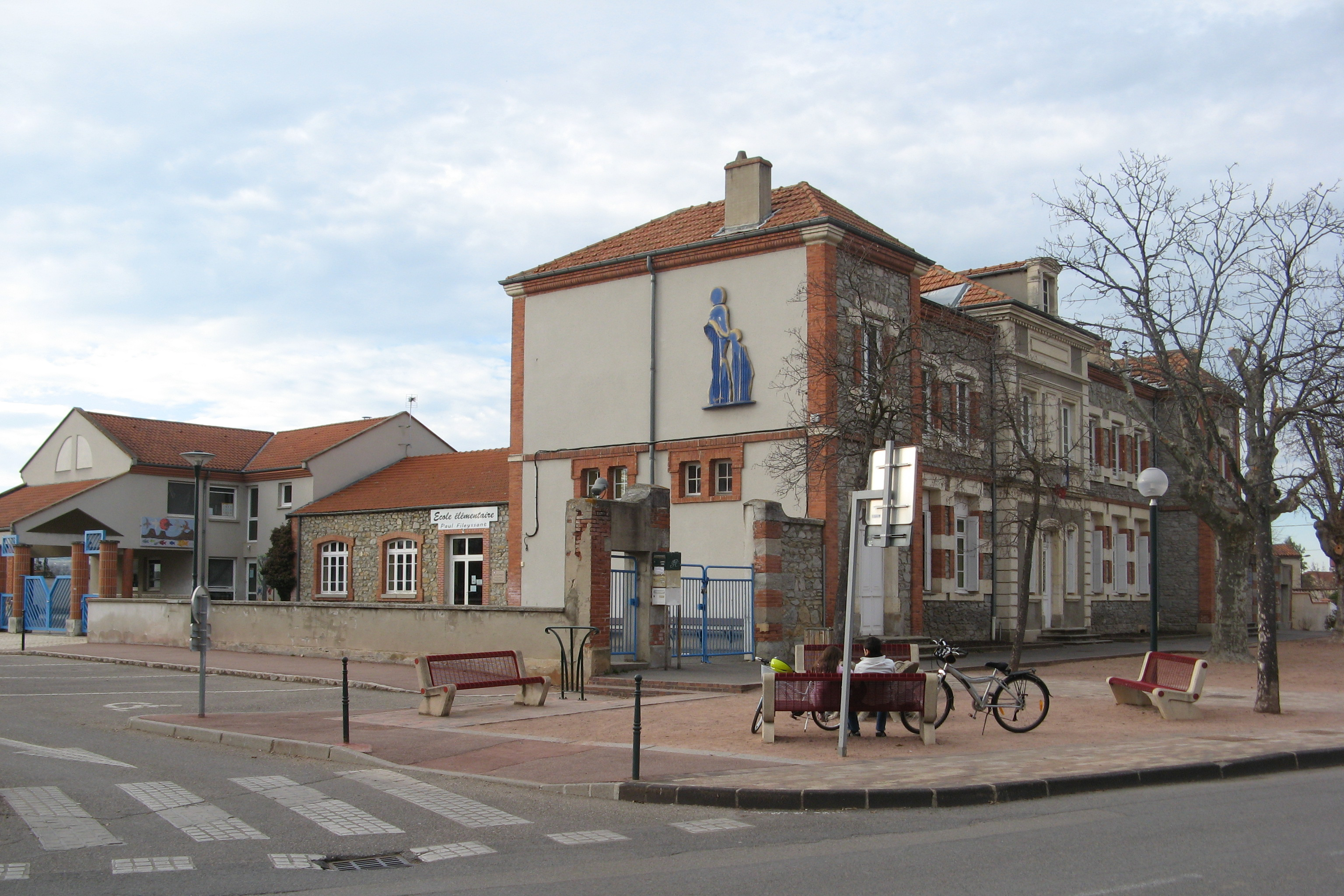
Ancienne mairie-école

## Démographie
L'évolution du nombre d'habitants est connue à travers les recensements de la population effectués dans la commune depuis 1793. Pour les communes de moins de 10 000 habitants, une enquête de recensement portant sur toute la population est réalisée tous les cinq ans, les populations de référence des années intermédiaires étant quant à elles estimées par interpolation ou extrapolation. Pour la commune, le premier recensement exhaustif entrant dans le cadre du nouveau dispositif a été réalisé en 2007.

En 2022, la commune comptait 3 489 habitants, en évolution de +1,66 % par rapport à 2016 (Loire : +1,32 %, France hors Mayotte : +2,11 %).
| 1793 | 1800 | 1806 | 1821 | 1831 | 1836 | 1841 | 1846 | 1851 |
| ---- | ---- | ---- | ---- | ---- | ---- | ---- | ---- | ---- |
| 400  | 291  | 359  | 391  | 368  | 380  | 462  | 523  | 531  |

| 1856 | 1861 | 1866 | 1872 | 1876 | 1881 | 1886 | 1891 | 1896  |
| ---- | ---- | ---- | ---- | ---- | ---- | ---- | ---- | ----- |
| 564  | 590  | 688  | 733  | 786  | 828  | 984  | 964  | 1 040 |

| 1901  | 1906  | 1911  | 1921  | 1926  | 1931  | 1936  | 1946  | 1954  |
| ----- | ----- | ----- | ----- | ----- | ----- | ----- | ----- | ----- |
| 1 095 | 1 104 | 1 136 | 1 239 | 1 304 | 1 335 | 1 307 | 1 341 | 1 442 |

| 1962  | 1968  | 1975  | 1982  | 1990  | 1999  | 2006  | 2007  | 2012  |
| ----- | ----- | ----- | ----- | ----- | ----- | ----- | ----- | ----- |
| 1 586 | 1 754 | 1 841 | 1 821 | 2 391 | 2 565 | 3 004 | 3 066 | 3 353 |

| 2017  | 2022  | - | - | - | - | - | - | - |
| ----- | ----- | - | - | - | - | - | - | - |
| 3 432 | 3 489 | - | - | - | - | - | - | - |

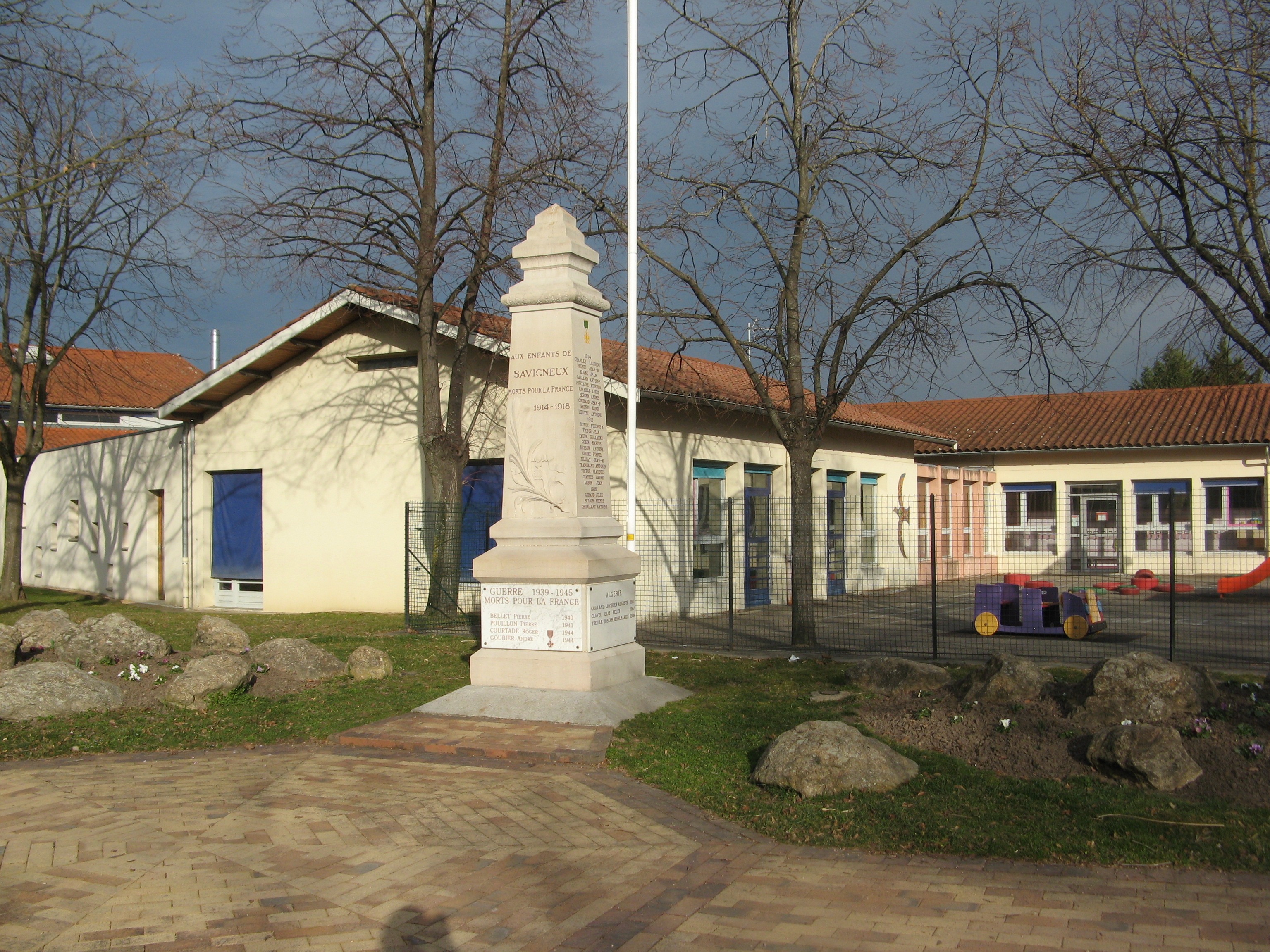
Monument aux morts et école maternelle.

Entre 1999 et 2007 la population de Savigneux a augmenté de 19,5 %. Ce taux est beaucoup plus élevé que le département de la Loire en général (+1,7 %).

## Culture locale et patrimoine

### Lieux et monuments
- Église Notre-Dame-de-l'Assomption (XXe siècle) : église paroissiale de style néo-roman, achevée en 1913[25]. Elle est inscrite à l'Inventaire général du patrimoine culturel[26].
- Château de Montrouge (XVe siècle) : ancienne maison forte bâtie sur le fief de Morenol ayant appartenu au XVIIe siècle aux Chirat, famille de notaires établis à Sury-le-Comtal depuis le XVe siècle[27]. Le château est inscrit partiellement MH depuis 1990[28].
- Château de Merlieu (XVIe siècle) : ancienne maison forte aménagée au XVIe siècle et remaniée au XVIIIe siècle[29]. Le château a appartenu la famille montbrisonnaise Puy du Périer, puis à la famille de Meaux[29].
- Pont-canal au kilomètre 33,05 de la branche principale du canal du Forez, à cheval sur les communes de Savigneux pour sa partie sud et de Montbrison pour sa partie nord[30]. Il permet le croisement du Vizézy et du canal du Forez ; il a la particularité d'être surplombé par le pont de la voie ferrée[31],[32],[33].

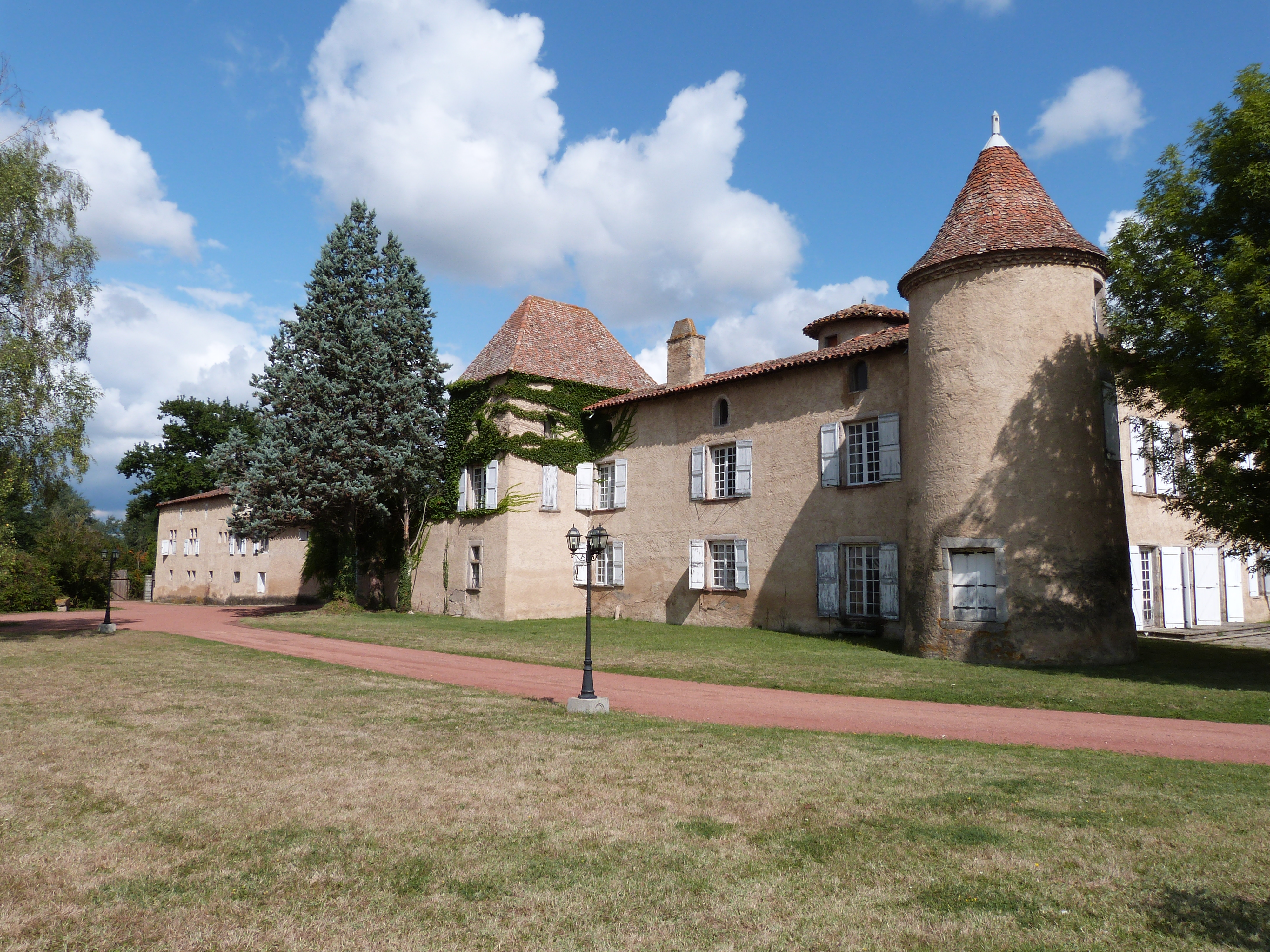
Le château de Montrouge
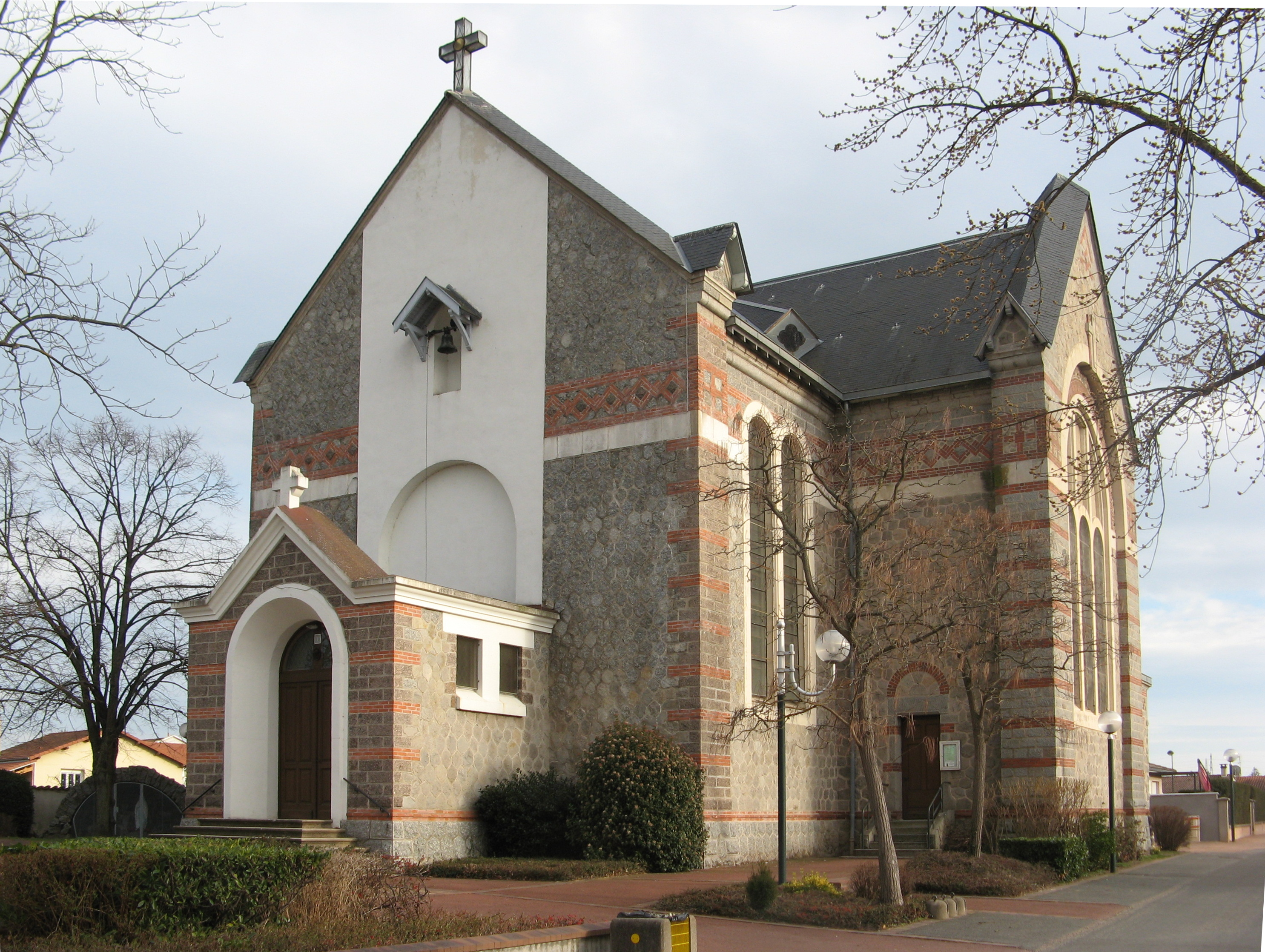
Église Notre-Dame-de-l'Assomption

### Espaces verts et fleurissement

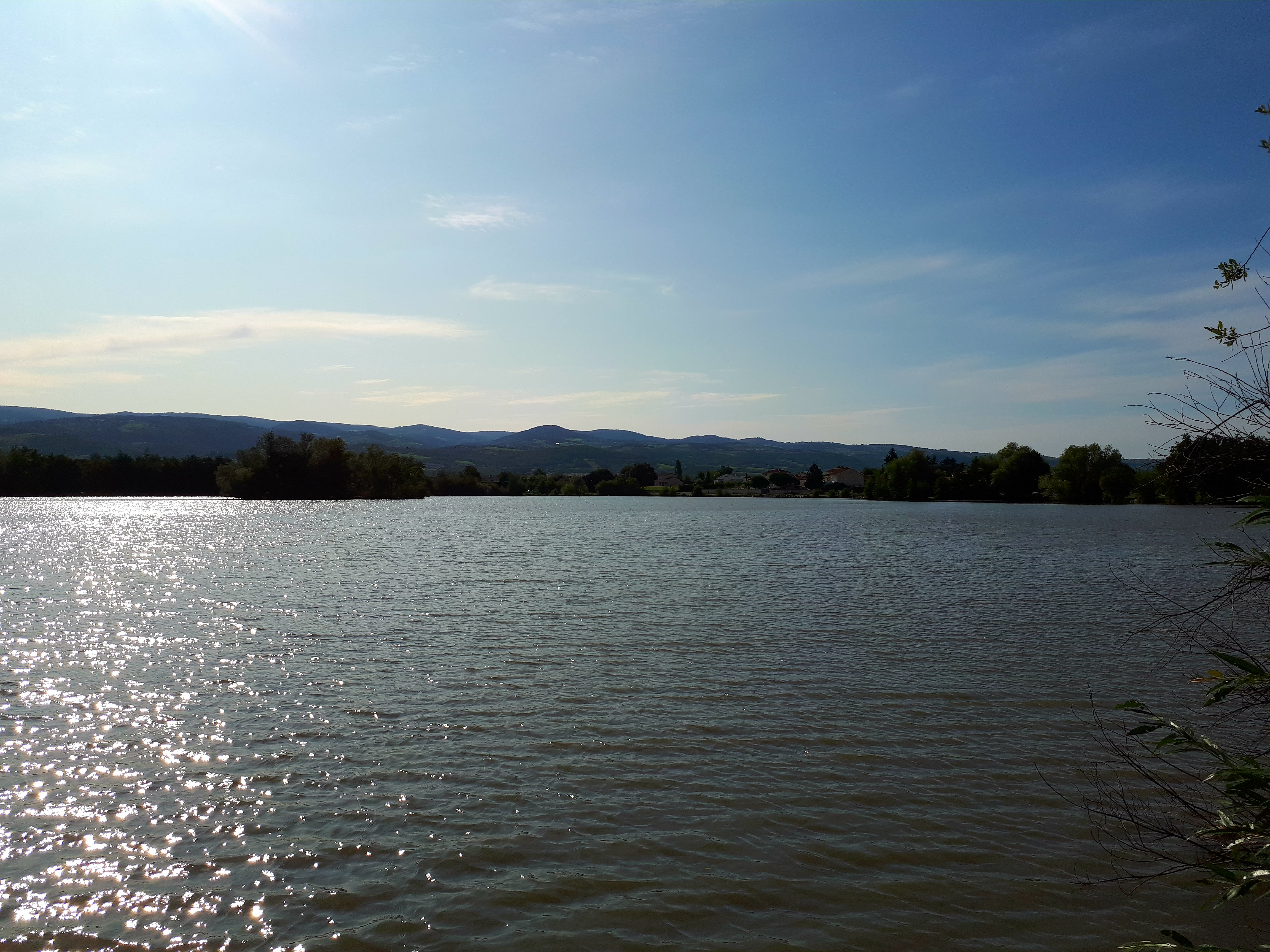
Vue générale sur l'étang de Savigneux.

En 2014, la commune de Savigneux bénéficie du label « ville fleurie » avec « 1 fleur » attribuée par le Conseil national des villes et villages fleuris de France au concours des villes et villages fleuris.

### Personnalités liées à la commune
- Paul Croix (1924-1999), pépiniériste et rosiériste, né à Savigneux.
- Pierre Roger (1291-1352), prieur de Savigneux en Forez en 1323, il deviendra le 4ème pape d'Avignon en 1342 sous le nom de Clément VI. Le Palais de Papes lui doit un agrandissement et les fresques de scènes champêtres et de chasse.

## Jumelages
Essenbach (Allemagne)
 Savignano Irpino (Italie)
 Rosenau (France)

## Sports
- Basket Club Savigneux[35]